# Neos
Neos S.p.A — итальянская авиакомпания со штаб-квартирой в Сомма-Ломбардо, базирующаяся в Миланском аэропорту Мальпенса. Авиакомпания предоставляет чартерные услуги для туристических компаний, в основных туристических направлениях, таких как Карибские острова, Азия, Африка,   Казахстан и европейские курорты.

## История
Neos была создана 22 июня 2001 года как совместное предприятие двух туристических компаний, итальянской Alpitour S.p.A. и немецкой TUI Group.  Коммерческие рейсы были запущены 8 марта 2002 г. В январе 2004 г. Alpitour выкупила все акции TUI Group, в результате чего Neos стала полностью принадлежащей Alpitour дочерней компанией, больше не связанной с TUI.
```
В течение многих лет Neos сотрудничает с Costa Cruises для перевозки пассажиров из Италии в Дубай, Карибский бассейн и Северную Европу в пунктах отправления и прибытия кораблей Costa.
```

```
В январе 2011 года флот Neos был увеличен до шести самолетов.  В 2014 году Neos заказала три Boeing 787-8.[8]  Позже эти заказы были преобразованы в четыре более крупных 787-9, которые затем будут добавлены в 2020 году, а еще два были переданы Norwegian Air International.  Neos стал первым итальянским эксплуатантом Boeing 787, когда его первый 787-9 был введен в эксплуатацию 25 декабря 2017 года.[9]
```

```
Neos Air также получила позже, 30 марта 2021 года, свои первые 2 Boeing 737 MAX 8, а затем 8 июня 2021 года получила еще 2, в результате чего общее количество самолетов увеличилось до 4 737 MAX 8.
```

## Флот
В апреле 2022 года флот авиакомпании Neos состоял из 14 авиалайнеров, средний возраст которых 7,9 лет :

## Происшествия
19 ноября 2012 г. рейс 731 попал в сильную турбулентность на пути из Ольгина, Куба, в Милан. 66 пассажиров получили незначительные ранения во время полёта. Полёт выполнялся на Boeing 767-300.